# Lukas (film)
|  | Denne artikel er oprettet af botten Steenthbot ud fra en ekstern database. Den kan derfor have sproglige fejl eller mangler. Denne skabelon kan fjernes efter kontrol af indholdet. |

Lukas er en dansk kortfilm fra 2005 instrueret af Esben Larsen.

## Handling
Selvom Lukas kun er 10 år, skal han kæmpe for at få lov til at være barn ¿ om end det bare er for et øjeblik¿

## Medvirkende
- Jamie Morton, Lukas
- Charlotte Munck, Mor
- Ali Ajanne, Fodbolddreng #1
- Christian Fjordbak Staack, Fodbolddreng #2
- Christian Meisner, Fodbolddreng #3
- Delphin Tshiembe, Fodbolddreng #4
- Jamal Idriss Awal, Fodbolddreng #5
- Kahiri Bergue, Fodbolddreng #6
- Kasper Lindhardt, Fodbolddreng #7
- Moussa Ajanne, Fodbolddreng #8
- Rasmus Kastberg, Pedel